# Манассия (сын Иосифа)
Мана́ссия (др.-евр. מְנַשֶּׁה‬, Менашше) — первенец Иосифа Прекрасного от египтянки Асенефы из Илиополя. Родился в Египте. Его дедом по материнской линии был египетский жрец Потифер. Был усыновлён своим дедом по отцовской линии Иаковом (Быт. 48:16).
Манассия является родоначальником одного из колен Израилевых — колена Манассиина, которое получило удел частью на восток от Иордана (земли Васан и Галаад — Нав. 17:1), а также земли в северной Самарии вплоть до Средиземного моря. Племя Манассии номинально господствовало над своим уделом, поскольку они не только не изгнали ханаанеев с их земель, но даже не смогли покорить их и взять с них дань (Нав. 17:12).